# Chris Fearne

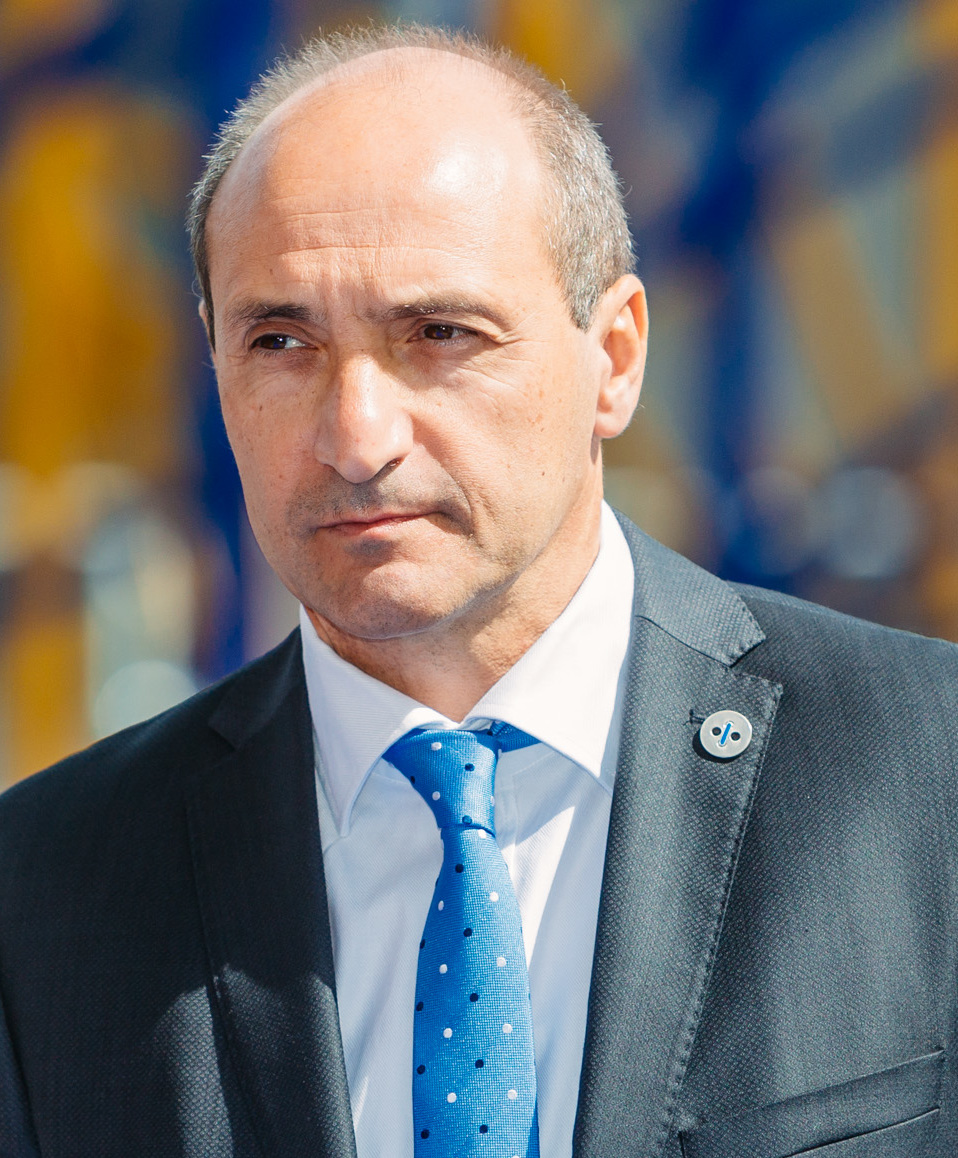
Chris Fearne (2017)

Christopher „Chris“ Fearne (* 12. März 1964 in Attard, Kronkolonie Malta) ist ein maltesischer Politiker der Arbeiterpartei (Partit Laburista), der seit 2013 Mitglied des Repräsentantenhauses ist und mehrmals Minister sowie zwischen 2017 und 2024 stellvertretender Premierminister war.

## Leben
Christopher „Chris“ Fearne begann nach dem Besuch des St Aloysius’ College in Birkirkara ein Studium der Medizin an der Universität Malta, welches er 1987 beendete. Er wurde Fellow am Royal College of Surgeons of Edinburgh und arbeitete nach dem Studium als Kinderarzt am Alder Hey Children’s Hospital in Liverpool sowie am Londoner Lehrkrankenhaus Great Ormond Street Hospital. Er unterrichtete zudem als Lektor für pädiatrische Chirurgie an der Universität Malta.
Bei der Parlamentswahl am 9. März 2013 wurde Fearne für die Arbeiterpartei (Partit Laburista) im vierten Wahlbezirk erstmals zum Mitglied des Repräsentantenhauses (Kamra Tad-Deputati) gewählt und gehört diesem nach seinen Wiederwahlen am 3. Juni 2017 im dritten Wahlbezirk und 26. März 2022 im dritten Wahlbezirk seither an. Im Kabinett Muscat II übernahm er am 1. April 2014 erstmals ein Regierungsamt und fungierte bis zum 28. April 2016 zunächst als Parlamentarischer Sekretär für Gesundheit. Im Zuge einer Kabinettsumbildung löste er am 28. April 2016 Konrad Mizzi als Gesundheitsminister ab und bekleidete dieses Minister auch im darauf folgenden Kabinett Muscat III (9. Juni 2017 bis 13. Januar 2020), Kabinett Abela I (13. Januar 2020 bis 20. Februar 2022) sowie vom 30. März 2022 bis zu seiner Ablösung durch Jo Etienne Abela am 8. Januar 2024 auch im Kabinett Abela II. Als Gesundheitsminister erklärte er am 12. Dezember 2016, dass Malta in seiner EU-Ratspräsidentschaft im ersten Halbjahr 2017 mehr Transparenz in den Preisverhandlungen für Arzneimittel zwischen Pharmakonzernen und Mitgliedsstaaten erreichen will. Ferner wurde Ende November 2022 von ihm ein Gesetzentwurf eingebracht, wonach ein legaler Schwangerschaftsabbruch möglich sein soll, wenn das Leben der Frau in Gefahr ist – eine Premiere für das Land mit den strengsten Abtreibungsvorschriften in Europa.
Im dritten Kabinett Muscat wurde Chris Fearne am 9. Juni 2017 zugleich stellvertretender Premierminister und hatte das Amt im ersten Kabinett Abela (13. Januar 2020 bis 20. Februar 2022) sowie zwischen dem 30. März 2022 und dem 12. Mai 2024 auch im zweiten Kabinett Abela inne. Als Nachfolger von Louis Grech wurde er am 15. Juli 2017 zugleich stellvertretender Vorsitzender der Arbeiterpartei und war als Leader of the House vom 15. Juli 2017 bis zum 20. Februar 2022 Führer der Regierungsfraktion im Repräsentantenhaus. Im Zuge einer Umbildung des zweiten Kabinetts Abela übernahm er zwischen dem 6. Januar und dem 29. Februar 2024 das Amt als Minister für europäische Fonds, sozialen Dialog und Verbraucherschutz beziehungsweise vom 29. Februar bis zum 12. Mai 2024 als Minister für europäische Fonds, Gleichstellung, Reformen und sozialen Dialog.
Chris Fearne galt zudem als Kandidat für die Europäische Kommission, trat aber am 12. Mai 2024 als stellvertretender Premierminister und Minister zurück, nachdem bekannt wurde, dass er wegen eines umstrittenen Krankenhausdeals angeklagt werden könne, in dem auch Ex-Premierminister Joseph Muscat und weitere ehemalige Amtsträger verwickelt sind. Nach dem Rücktritt erklärte der amtierende Premierminister Robert Abela, dass er stolz auf die Arbeit des ehemaligen stellvertretenden Premierministers und EU-Kommissarkandidaten sei. Die darauf folgende Europawahl in Malta am 8. Juni 2024 war daraufhin von diesen politischen Skandalen überschattet. Im Anschluss wurde am 25. Juli 2024 Glenn Micallef, der bisherige Stabschef von Premierminister Abela, für die EU-Kommission nominiert, während der Minister für Auswärtige und Europäische Angelegenheiten und Handel Ian Borg am 14. September 2024 neuer stellvertretender Premierminister wurde.
Christopher „Chris“ Fearne ist mit Astrid Fearne verheiratet und Vater von drei Kindern.